# Алмир Турковић
Алмир Турковић (3. новембар 1970) бивши је босанскохерцеговачки фудбалер.

## Каријера
Током каријере играо је за Сарајево, Задар, Осијек, Хајдук Сплит и многе друге клубове.

## Репрезентација
За репрезентацију Босне и Херцеговине дебитовао је 1995. године. За национални тим одиграо је 11 утакмица.

## Статистика
| Босна и Херцеговина | Босна и Херцеговина | Босна и Херцеговина |
| Год.                | Ута.                | Гол.                |
| ------------------- | ------------------- | ------------------- |
| 1995                | 1                   | 0                   |
| 1996                | 1                   | 0                   |
| 1997                | 4                   | 0                   |
| 1998                | 1                   | 0                   |
| 1999                | 3                   | 0                   |
| 2000                | 0                   | 0                   |
| 2001                | 0                   | 0                   |
| 2002                | 0                   | 0                   |
| 2003                | 1                   | 0                   |
| Укупно              | 11                  | 0                   |